# François Garnier de Laboissière
Pour les articles homonymes, voir François Garnier (homonymie), Garnier et La Boissière.
Le baron François Garnier de La Boissière, né le 26 septembre 1781, mort le 15 septembre 1813 - en Allemagne, meurt des suites de ses blessures reçues à Bautzen), est un général français du Premier Empire.

## Biographie
François Garnier de Laboissière est le fils d'André Garnier, écuyer, seigneur de La Boissière et de Fougère, et de Marie Rochette. Son père est le cousin germain du général-comte Pierre Garnier de Laboissière.

## État de service
- Brigadier (3 novembre 1803) ;
- Maréchal des logis (3 novembre 1803) ;
- Sous-lieutenant (21 avril 1804) ;
- Lieutenant (19 septembre 1806) ;
- Capitaine (16 mars 1807) ;
- Chef d'escadron (7 mars 1810) ;
- Colonel du 2e Chasseurs à cheval (22 août 1812) ;
- Général de brigade (8 janvier 1813) ;
- Commandant de la brigade de cavalerie légère du 3e corps de la Grande Armée (22 mars 1813 - 20 mai 1813) ;

## Décorations
- Légion d'honneur[1] :
  - Légionnaire (14 mai 1807), puis
  - Officier de la Légion d'honneur (10 août 1813).

## Titres
- Baron d'Empire : 20 mai 1813

## Armoiries
| Figure | Blasonnement |
|        | Armes des Garnier de La Boissière Gironné d'or et d'azur, le cinquième giron, qui est d'azur, ch. d'une épée d'or. |